# 或る上院議員の私生活
『或る上院議員の私生活』（原題: The Seduction of Joe Tynan）は、1979年のアメリカ合衆国の映画。
ジェリー・シャッツバーグ監督。主人公のジョー・タイナン上院議員を演じるアラン・アルダは同時に脚本も書いている。
メリル・ストリープは本作品の演技により、第5回ロサンゼルス映画批評家協会賞と第45回ニューヨーク映画批評家協会賞と全米映画批評家協会賞の助演女優賞を受賞した。

## キャスト
- ジョー・タイナン - アラン・アルダ
- エリー・タイナン - バーバラ・ハリス
- カレン・トレイナー - メリル・ストリープ
- キットナー上院議員 - リップ・トーン
- バーニー上院議員 - メルヴィン・ダグラス
- アレックス・ヘラー - ダン・ヘダヤ